# Anno 1701
Anno 1701 (укр. Року 1701-го) — відеогра в жанрі стратегії класичної економічної моделі німецької ігрової школи.

## Ігровий процес
Гравець виступає в ролі відважного мореплавця, котрий з дозволу королеви засновує на безлюдному острові колонію. Йому доводиться рятувати свою колонію від піратів і напастей природи, а також забезпечувати жителів всім необхідним.
Гравець може вибрати колір свого села, щоб воно відрізнялося від сіл інших персонажів. Цей колір представлений у вигляді прапора, який майоріє на флагштоку над центром села, на кораблях гравця, цього кольору буде одяг армії гравця і т. д.

### Економіка
Економічний оборот полягає в наступному: житлові будівлі (тобто жителі) «виробляють гроші» (в залежності від рівня оподаткування) і споживають товари; виробничі будівлі виробляють товари (з сировинних ресурсів) і споживають гроші. На одному острові ніколи не буває всіх необхідних видів сировини, тому гравець повинен вести діяльність на багатьох островах, організовуючи між ними торговельні маршрути. Виробничі комплекси можуть бути дво- і триланкові (сировина-напівфабрикати-товар); для виробництва одного виду товару потрібно 1-2 види сировини. Для будівництва також потрібні багато товарів (такі як цегла і т. д.). Логістика може бути досить складною; щоб її спростити, житлові будівлі можливо зосереджувати на 1-2 островах, а на інших будувати тільки виробничі будівлі. Можна також вести торгівлю і війни з іншими персонажами (деякі товари можна купити тільки у них).

### Дослідження
Щоб будувати ряд будівель, створювати багато видів військ і здійснювати інші необхідні дії, гравець повинен провести відповідні дослідження в школах і університетах.

### Рівні колонії
При достатній кількості ресурсів колонія поліпшується до наступного рівня. Всього 5 рівнів:
- піонери
- поселенці
- громадяни
- купці
- аристократи

Щоб забезпечити перехід з одного рівня на інший, необхідно створити комфортні умови для мешканців поточного рівня, а також досягти певної кількості жителів. Комфортні умови створюються шляхом забезпечення жителів всім асортиментом товарів, будівництвом громадських будівель (таких як школи, церкви, театри) і розумним рівнем оподаткування.

### Місцеві культури
На сусідніх островах можуть мешкати різні культури:
- азіати
- ацтеки
- індуси
- ірокези
- пірати

## Баґи
Більшість баґів було виправлено в патчі, випущеному для російської версії компанією «Новий Диск». Зберігся баг з неможливістю розвантаження корабля в торговому маршруті. Насправді це не баґ, а неточність опису (в розвантаженні необхідно вказувати не кількість розвантажувати товару, а кількість, що залишається на кораблі; наприклад, весь товар розвантажиться, якщо вказати нуль).